# Митино (Бабушкінський район)
Ми́тино (рос. Митино) — присілок у складі Бабушкінського району Вологодської області, Росія. Входить до складу Бабушкінського сільського поселення.

## Населення
Населення — 2 особи (2010; 3 у 2002).
Національний склад (станом на 2002 рік):
- росіяни — 100 %